# میرحسین قزوینی
آقا سید حسین قزوینی یا میر حسین قزوینی (۱۱۲۶ ق – ۱۲۰۸ ق) از علمای پارسا و صاحب‌نام، متبحر در منقول و معقول بود. او از مشایخ سید مهدی بحرالعلوم است و در سال ۱۱۹۴ اجازه‌ای برای او صادر کرد.
به نوشتهٔ جان ملکم، در اواخر سدهٔ دوازدهم هجری، چهار مجتهد صاحب نام در ایران بودند که «پادشاه را یارای آن نیست که رد احکام ایشان کند.» سید حسین قزوینی یکی از این علماست. (ملکم، ۷۳۸)